# Остров алчности
«Остров алчности» (иер. трад. 黑金, упр. 黑金, кант.-рус.: Хак гам, англ. Island of Greed) — гонконгский боевик 1997 года режиссёра Майкла Мака. Главные роли в фильме исполнили Энди Лау, Тони Люн Ка-фай], Полин Сунь и Энни У.
Картина получила семь номинаций на 17-й Гонконгской кинопремии.

## Сюжет
Тайвань. В стране идёт передел политических сфер влияния. Следователь Фонг Квок-фай (Энди Лау) пытаются арестовать мафиози Чау Чиу-син (Тони Люн Ка-фай), который хочет выдвинуться в правительство. Чау тратит огромные деньги на подкуп официальных лиц, что позволяют ему стать одним из ведущих кандидатов на высокий пост. Фонга подставляют и увольняют со службы, но он продолжает охоту за Чау. В конце концов ему удаётся облачить мафиози и посадить его в тюрьму.

## В ролях
- Энди Лау — Фонг Квок-фай (方國輝)
- Тони Люн Ка-фай — Чау Чиу-син (周朝先)
- Полин Сунь[англ.] — Цуй Миу-хын (崔妙香)
- Энни У[англ.] — Лин Фэй (淩飛)
- Келли Куо — Муи Мэй-лай (梅美麗)
- Ню Чэнцзэ — Нгаи Кин-квок (倪建國)
- Ли Ли-Чун — заместитель председателя Хау (侯副部長)
- Чин Ши-цзе[англ.] — Суен Цзин-лим (孫清廉)
- Уинстон Чао[англ.] — Фунг Кинг-чунг (馮敬宗)
- Лю Фу-чжух — Лам Чинг-пиу (林清標)
- Ван Цзюй[англ.] — отец Фонг Квок-фая
- Адам Чан — Ва Шу-тонг (華恕堂)
- Вонг Чинг-лам — Сэм Пау (三炮)
- Конг Енг — комиссар Тунг (董署長)

## Награды и номинации
| Награды                     | Награды                    | Награды                                         | Награды   |
| Кинопремия                  | Категория                  | Лауреат / претендент                            | Результат |
| --------------------------- | -------------------------- | ----------------------------------------------- | --------- |
| 17-я Гонконгская кинопремия | Лучший сценарий            | Джонни Мак                                      | Номинация |
| 17-я Гонконгская кинопремия | Лучшая мужская роль        | Тони Люн Ка-фай                                 | Номинация |
| 17-я Гонконгская кинопремия | Лучшая женская роль        | Полин Сунь                                      | Номинация |
| 17-я Гонконгская кинопремия | Лучшая постановка экшена   | Юэн Бун                                         | Номинация |
| 17-я Гонконгская кинопремия | Лучшая работа художника    | Рэймонд Ли                                      | Номинация |
| 17-я Гонконгская кинопремия | Лучшая песня               | Композитор/слова: У Бай • Исполнитель: Энди Лау | Номинация |
| 17-я Гонконгская кинопремия | Лучшее звуковое оформление | Остров алчности                                 | Номинация |